# Chiesa di San Rocco (Bleggio Superiore)
La chiesa di San Rocco è un piccolo luogo di culto a Cavaione, frazione di Bleggio Superiore, in Trentino. Con la sua parrocchia di Sant'Antonio Abate fa parte della zona pastorale delle Giudicarie dell'arcidiocesi di Trento e risale al XVII secolo.

## Storia

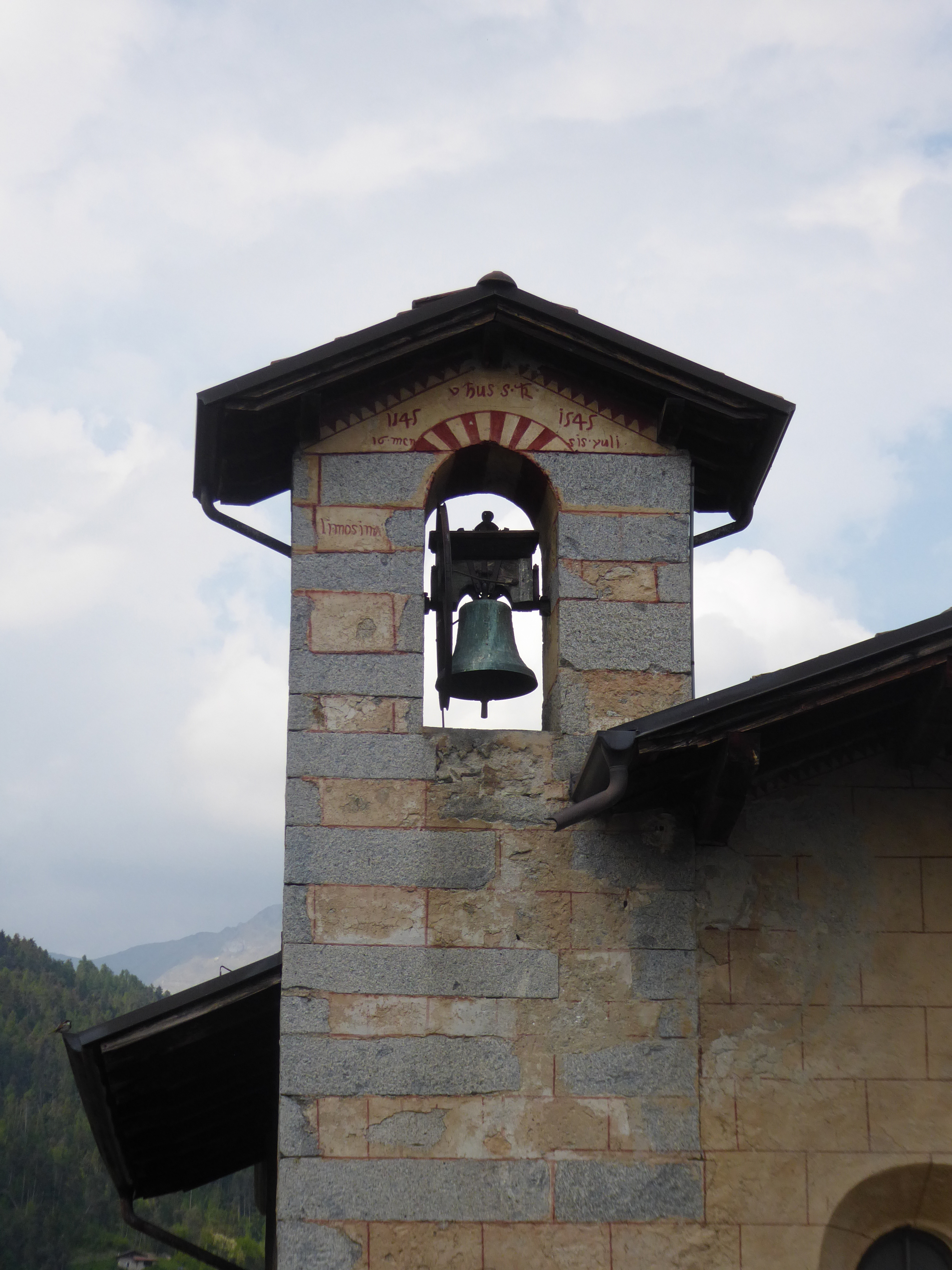
campanile a vela

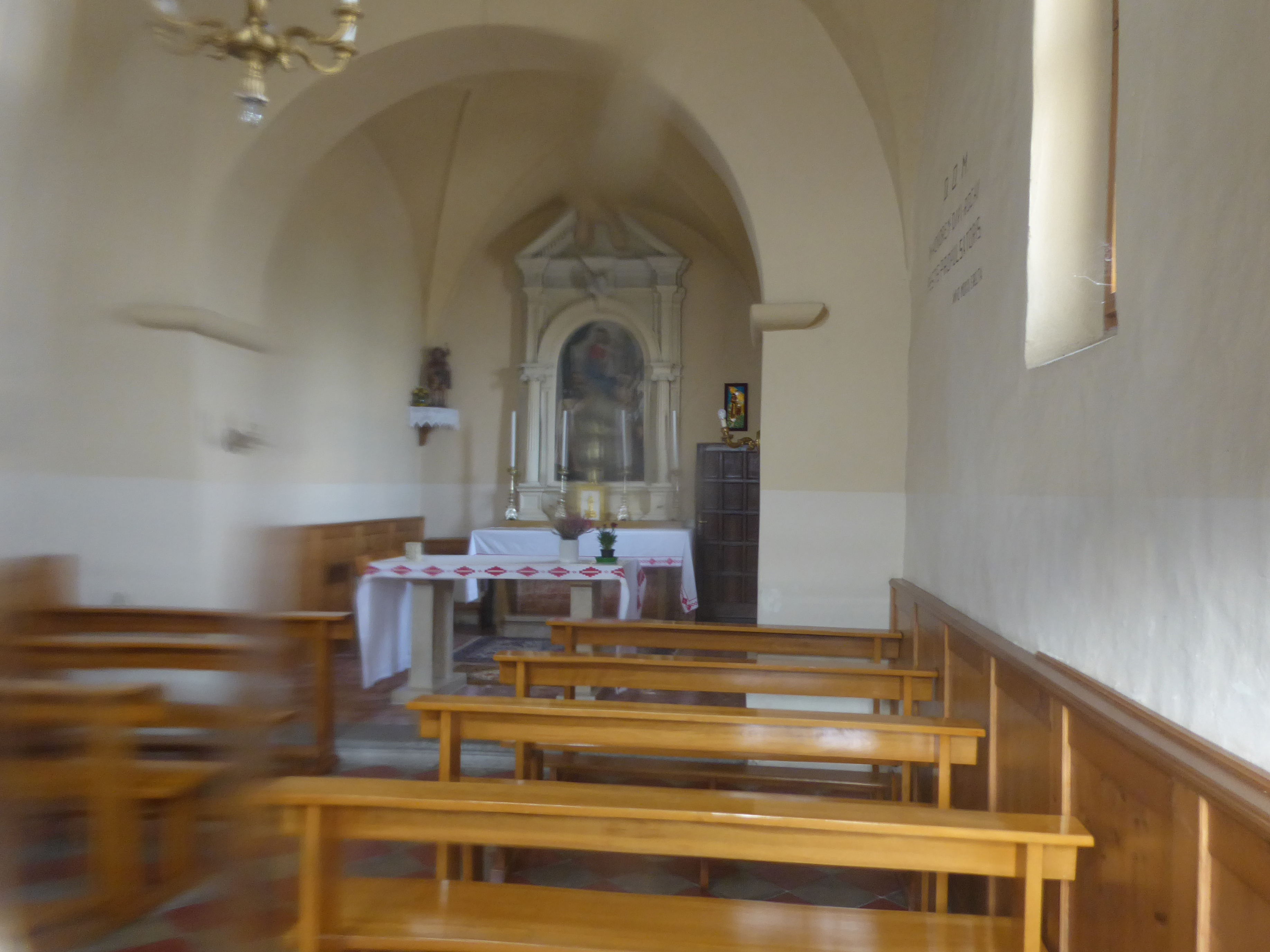
Interno

La comunità di Cavaione costruì una prima edicola intitolata a San Rocco in epoca non definibile in modo certo, ed attorno al 1530 venne edificata una piccola chiesa che, nella sacrestia, potrebbe aver inglobato tale precedente costruzione. Pochi anni dopo venne elevato un piccolo campanile a vela, posizionato lateralmente sulla facciata.
Attorno agli anni ottanta venne realizzato l'adeguamento liturgico con la sistemazione al centro del presbiterio della mensa rivolta al popolo. La custodia dell'Eucaristia è stata mantenuta nel tabernacolo dell'altare maggiore storico. Negli ultimi decenni del XX secolo fu restaurata la facciata, venne rinnovato il pavimento del presbiterio e le pareti interne furono rivestite da pannelli in legno.

## Descrizione

### Esterni
La piccola chiesa di Cavaione ha la facciata a capanna e mostra orientamento verso nord. Sul lato sinistro si alza il piccolo campanile a vela sul quale si trova la scritta a sanguigna "1545 16 mensis yuli". Il portale è architravato e unito, sopra, ha un'apertura rettangolare bassa. Di fianco si apre una finestra con inferriate e sopra, in asse, il piccolo oculo strombato. Davanti alla chiesa si trova il cimitero della comunità.

### Interni
La navata interna è unica con volta a crociera. Il presbiterio è leggermente rialzato. La pala d'altare raffigura i Santi Rocco e Sebastiano.